# Trachea terranea
Trachea terranea là một loài bướm đêm trong họ Noctuidae.